# Хайнувка (гмина)
Хайнувка (пол. Hajnówka, бел. Гайнаўка) — сельская гмина (волость) в Польше, входит как административная единица в Хайнувский повет, Подляское воеводство. Население — 4349 человек (на 2004 год).

## Демография
| Перепись                       | Всего   | Всего | Женщины | Женщины | Мужчины | Мужчины |
| ------------------------------ | ------- | ----- | ------- | ------- | ------- | ------- |
| Единицы                        | человек | %     | человек | %       | человек | %       |
| Население                      | 4349    | 100   | 2215    | 50,9    | 2134    | 49,1    |
| Плотность населения (чел./км²) | 14,8    | 14,8  | 7,6     | 7,6     | 7,3     | 7,3     |

## Поселения
1. Басен
2. Бокувка
3. Дубиньска-Ферма
4. Дубины
5. Голякова-Шия
6. Майдан
7. Миколаёвы-Ляс
8. Нове-Березово
9. Нове-Корнино
10. Новосады
11. Ожешково
12. Ольхова-Кладка
13. Ольшина
14. Пасечники-Вельке
15. Пасечники-Стебки
16. Постолово
17. Пшеходы
18. Сахарево
19. Совины-Грунт
20. Скрыплево
21. Смоляны-Садек
22. Сороча-Нужка
23. Соснувка
24. Выгон
25. Зводзецке

## Соседние гмины
1. Гмина Бяловежа
2. Гмина Чиже
3. Гмина Дубиче-Церкевне
4. Хайнувка
5. Гмина Нарев
6. Гмина Наревка
7. Республика Беларусь